# Estadio Ramón Roque Martín
El Estadio Ramón Roque Martín es un estadio ubicado en el barrio de El Libertador, en el partido de Tres de Febrero, en la provincia de Buenos Aires, Argentina. Propiedad de J. J. Urquiza, fue inaugurado el 13 de agosto de 1994. En el estadio, el club disputa los partidos pertenecientes a los torneos organizados por la Asociación del Fútbol Argentino. El predio también cuenta con una cancha auxiliar donde el primer equipo suele entrenarse, y las divisiones inferiores juegan sus correspondientes partidos.

## Historia

### Viejo Estadio
El viejo estadio pertenecía desde 1923 al Club Atlético Caseros, hasta que el 8 de junio de 1936 nace la Asociación Social y Deportiva Justo José de Urquiza de una fusión de los clubes Social, Atlético Unión y Atlético Caseros. A partir de allí la posesión del estadio pasa a ser de la flamante institución. El mismo estaba ubicado en la intersección de las calles Kelseyy Bonifacini en la ciudad de Caseros.

Ya siendo J. J. Urquiza, con esfuerzos propios se construyó en principios tribunas de madera y luego de cemento premoldeado con vestuarios de primer nivel, cancha que popularizó al J. J. Urquiza con memorables partidos y llenos totales de público, hasta que el municipio decidiera ocupar el lugar.

### Nuevo estadio
Cuando el Proceso Militar, en 1980, llevó a cabo el desalojo de lo que fuera la cancha de J. J. Urquiza, comenzaba para la entidad un duro trajinar por oficinas públicas, reparticiones oficiales y privadas, para tratar de persuadir a las autoridades de "facto" del grave daño ocasionado, no solo a una de las instituciones más respetadas con origen en Caseros, sino indirectamente a todo un pueblo del Partido de Tres de Febrero.

Momentos de zozobra vivió la institución, al verse privado de su campo deportivo, el cual incidió negativamente tanto en el aspecto económico como en el deportivo. Pero la vuelta de la Democracia al país, alentó a la Comisión Directiva del club para peticionar a las autoridades electas por su propio pueblo.

Largo fue el camino recorrido, pero en la sesión del día 30 de noviembre de 1987 los señores concejales del partido de Tres de Febrero (por el voto unánime) revierten 7 años de injusticias para la Asociación Social y Deportiva Justo José de Urquiza, concediéndole 6 hectáreas en el barrio El Libertador, Tres de Febrero, para la construcción de su nuevo campo de deportes.
En la tarde del sábado 13 de agosto de 1994 fue inaugurado el magnífico estadio , flamante construcción que se destaca tanto por la calidad de los materiales utilizados como por su concepción con sentido a futuro. Con un valor estimado en $400.000, se asienta sobre un predio de 6 hectáreas con grandes posibilidades de convertirse en un convocante centro deportivo; en especial, para los vecinos inmediatos.

En la tarde inaugural se colocaron placas, monseñor Gloazzo bendijo los distintos sectores, se cortaron las tradicionales cintas, se cantó el Himno Nacional, se escucharon las palabras alusivas del intendente Hugo Curto y del Presidente Martín, y hubo otros actos protocolares que fueron provocando emoción tras emoción. El encuentro deportivo estuvo a cargo de los primeros equipos del "JOTA" y de Chacarita, fue ganado por estos últimos por 4 a 2. Pero, sin dudas, en esta oportunidad, la fiesta estaba fuera del campo de juego donde los "caserinos" festejaron volver a tener casa propia. 